# Pyramidulidae
Pyramidulidae — семейство сухопутных брюхоногих моллюсков. Описан единственный род — Pyramidula Fitzinger, 1833 с семью видами.  

## Описание
Моллюск имеет мелкую раковину, приплюснутой или сильно широкой формы, высотой 2-2,5 мм и диаметром 2,5—3 мм. Раковина схожа с раковинами других моллюсков. Немного вытягивается в толщину к концу спирали.

## Распространение
Распространены в Западной Европе (Ирландия), через Центральную Европу, Малую Азию, Крым и Кавказ до Гималаев и Японии, а также в Южной Европе и Северной Африке.

## Систематика
В составе семейства:
- Pyramidula cephalonica (Westerlund, 1898)
- Pyramidula chorismenostoma (Westerlund & Blanc, 1879)
- Pyramidula jaenensis (Clessin, 1882)
- Pyramidula pusilla (Vallot, 1801)
- Pyramidula rupestris (Draparnaud, 1801)
- Pyramidula umbilicata (Montagu, 1803)